# قطعنامه ۱۲۲۱ شورای امنیت
قطعنامه ۱۲۲۱ شورای امنیت سازمان ملل متحد که در تاریخ ۱۲ ژانویه ۱۹۹۹ تصویب شد، سندی بین‌المللی دربارهٔ بررسی وضعیت آنگولا است. این قطعنامه طی نشست ۳۹۶۵ام با ۱۵ رای موافق، ۰ مخالف و ۰ ممتنع تصویب شد.